# Gobius kolombatovici
Gobie à taches oranges
Espèce
Statut de conservation UICN

 LC  : Préoccupation mineure
Gobius kolombatovici, la Gobie à taches oranges, est une espèce de poissons marins de la famille des Gobiidae.

## Répartition
Ce poisson se rencontre dans la Méditerranée et dans le Nord de l'Adriatique. Il est présent entre 15 et 60 m de profondeur.

## Description
Gobius kolombatovici peut mesurer jusqu'à 92 mm, queue non comprise.

## Classification
Le nom valide complet (avec auteur) de ce taxon est Gobius kolombatovici Kovačić (d) & Miller (d), 2000,.
Ce taxon porte en français le nom vernaculaire ou normalisé suivant : Gobie à taches oranges,,.

### Étymologie
Son épithète spécifique, kolombatovici, lui a été donnée en l'honneur de Juraj Kolombatović (d) (1843-1908), taxonomiste croate renommé et qui a fait un important travail sur les petites espèces de poissons côtiers.

### Publication originale
- (en) Marcelo Kovačić et Peter James Miller, « A new species of Gobius (Teleostei: Gobiidae) from the Northern Adriatic Sea », Cybium, Muséum national d'histoire naturelle, vol. 24, no 3,‎ 2000, p. 231-239 (ISSN 0399-0974 et 2101-0315, DOI 10.26028/CYBIUM/2000-243-002, lire en ligne).